# Hestra (stacja kolejowa)
Hestra (szw. Hestra station) – stacja kolejowa w Hestra, w regionie Jönköping, w Szwecji. Znajduje się na Kust till kust-banan.
Stacja została otwarta w 1902 roku. Na stacji zatrzymują się pociągi regionalne (SJ Regional) kursujące między Göteborg C i Kalmar C.

## Linie kolejowe
- Kust till kust-banan